# Classe Le Fougueux
La classe Le Fougueux est un type d' escorteur  côtier construit pour la Marine nationale française  par des chantiers navals français après la Seconde Guerre mondiale et dénommée escorteur côtier.

Neuf unités de ce type ont été construites par des chantiers civils ou les arsenaux militaires français et financées par les États-Unis au titre du Programme d'assistance mutuelle. Destinés à la lutte anti-sous-marine côtière ces 9 escorteurs  sont dérivés des "Patrol Coaster" de l'US Navy classe PC-461.
Trois d'entre eux ont été attribués à France (PC-1610 Le Fougueux, PC-1611 L'Opiniâtre, PC-1612 L'Agile), 3 au Portugal (PC-1613, 1614 et 1617), 1 aux Pays-Bas (PC-1615), 1 à l'Éthiopie (PC-1616) et 1 à la marine d'Allemagne fédérale (PC-1618).

## Histoire
Après la Seconde Guerre mondiale la marine française est réduite à de vieilles unités ayant survécu au conflit, à l'apport d'unités légères provenant de l’US Navy et de la Royal Navy et aussi de bâtiments allemands et italiens récupérés au titre des dommages de guerre.

L'expérience de la dernière guerre a démontré l'utilité de navires d'escorte pour la protection des convois océaniques ou côtiers et des grands bâtiments.

Dès 1943, apparaît donc un nouveau type d'escorteur comme les frégates anglaises de classe River, les corvettes de classe Flower que les Forces navales françaises libres (FNFL) armeront, et les destroyers d'escorte américains de classe Cannon.

En 1949, la France et d'autres pays occidentaux entrant dans la Guerre froide pensent à la construction d'escorteurs rapides pour des groupes aéronavals qui serviront dans le cadre de l'OTAN. La marine française se voit confier la mission prioritaire de la lutte anti-sous-marine. Elle construit quatre types d'escorteurs : les escorteurs d'escadre, les avisos escorteurs, les escorteurs rapides et les escorteurs côtiers.

## Caractéristiques techniques
L'escorteur côtier est un bâtiment léger de 400 tonnes de déplacement avec une vitesse maximale de 19 nœuds. Il est équipé de 4 moteurs diesel SEMT Pielstick développant une puissance totale de 3 240 ch sur 2 hélices.

Sa coque est en acier, ses superstructures sont en alliage d'aluminium et de duralumin (AG5). 

### Armement
Lutte anti-sous-marine :
- 1 mortier Hedgehog de 120 mm (plage avant) ;
- 2 lance grenades Thornycroft (pont milieu : 1 bâbord et 1 tribord) ;
- 2 grenadeurs de sillage au cul.

Défense antiaérienne :
- 2 canons Bofors de 40 mm à commande hydraulique avec viseur Mark 51. (1 sur la passerelle et 1 sur la plage arrière).
- 2 canons Oerlikon de 20 mm (devant la cheminée : 1 à tribord et 1 à bâbord).

### Électronique
- 1 radar DRBV 30
- 1 sonar DUBA 2

### Service
Conçus pour la lutte anti-sous-marine en zone côtière, Le Fougueux (P 641), l'Opiniâtre (P 642) et l'Agile (P 643) sont utilisés pour la protection des côtes d'Afrique du Nord pendant les événements d'Algérie. Après 1962, basés à Cherbourg où ils constitueront la 1ère  division d'escorteurs côtiers (1ère DEC). ils seront surtout utilisés aux missions d'assistance aux pêches en mer d'Irlande et pour le contrôle international des pêches en mer du Nord. Le canon de 40 mm sur la plage arrière sera débarqué et remplacé par un rouf infirmerie.
Les escorteurs côtiers de la classe Fougueux ont navigué en Manche, en Mer du Nord et en Atlantique mais ont aussi effectué de nombreuses missions sur les côtes africaines. Ils ont aussi participé à la formation des élèves de la Marine nationale. 
À bord de ces petites unités au confort spartiate et surtout sans climatisation, les conditions de vie courante des équipages, tant à quai qu'à la mer, étaient particulièrement pénible.
Ils sont désarmés en 1975-76 et restitués à l'US Navy.
Confié à un mouvement de scouts marins néerlandais, Le Fougueux est le seul qui ait été préservé. Il est toujours en activité aux Pays-Bas.
Une seconde série de 11 escorteurs côtiers légèrement différente sera construite sous le nom de classe L'Adroit.

## Unités
| Nom         | Indicatif visuel | Chantier                                                  | Lancement    | Mise en service | Fin de service | Destination                                                         |
| ----------- | ---------------- | --------------------------------------------------------- | ------------ | --------------- | -------------- | ------------------------------------------------------------------- |
| Le Fougueux | P641             | Chantiers Dubigeon                                        | 31 mai 1954  | 21 juin 1955    | juin 1975      | rendu à l’US Navy. Navigue pour une association aux Pays-Bas        |
| L'Opiniâtre | P642             | Forges et Chantiers de la Méditerranée à La Seyne-sur-Mer | 3 nov. 1955  | 13 déc. 1955    | 21 oct. 1975   | rendu à l'US Navy puis vendu aux Pays-Bas en 1977 et démoli en 1983 |
| L'Agile     | P643             | Ateliers et Chantiers de Provence à Port-de-Bouc          | 26 juin 1954 | 20 sept. 1955   | fév. 1976      | rendu à l’US Navy puis démoli en 1979 au Royaume-Uni                |